# ゲーテの恋 〜君に捧ぐ「若きウェルテルの悩み」〜
『ゲーテの恋 〜君に捧ぐ「若きウェルテルの悩み」〜』（ゲーテのこい きみにささぐ わかきウェルテルのなやみ、Goethe!）は、2010年のドイツの伝記映画。監督はフィリップ・シュテルツェル、出演はアレクサンダー・フェーリングとミリアム・シュタインなど。18世紀のドイツの文豪ヨハン・ヴォルフガング・フォン・ゲーテが自らの経験をもとに描いた小説『若きウェルテルの悩み』の誕生にまつわる恋愛を描いた青春恋愛映画である。しかし、ストーリーはかなり脚色されており、史実とは大きく異なる（詳細は後述）。

## ストーリー
1772年ドイツ、作家志望の23歳のゲーテは、詩作に夢中で法学の博士号の試験に落第した。枢密顧問官であるゲーテの父は、息子に弁護士の資格を取らせるために、地方都市ヴェッツラーにある最高法院（裁判所）での実習生としての勤務を命じた。
仕事に身が入らないゲーテは、ある夜、舞踏会で美しいシャルロッテ（愛称ロッテ）と知り合い、相思の仲となった。貧しい地方役人の娘であるシャルロッテは、亡き母に代わって幼い兄弟の面倒を見る明るく聡明な娘だった。
ゲーテの上司である裕福な参事官ケストナーも、シャルロッテに惹かれ、結婚を申し込んだ。その求婚を受け入れるシャルロッテ。それは実は、ゲーテを愛するが故の悲しい選択だったのだが、ゲーテには事情を理解する術がなかった。
同じ頃、ゲーテの友人イェルーザレムが人妻との恋に破れ、自殺した。自身の苦しい恋愛と友人の死に触発されたゲーテは、一気に名著『若きウェルテルの悩み』を書き上げ、文豪としての一歩を踏み出すのだった。

### 史実との違い
- ロッテ（シャルロッテ）がゲーテと深い仲になった後でケストナーと婚約したことになっている（史実ではゲーテと出会う数年前に既に婚約していた）。
- ケストナーの名前が、彼をモデルにした『若きウェルテルの悩み』の登場人物アルベルトに変えられている。
- 史実では友人であったケストナーがゲーテの上司になっている（キャラクターは悪役のイメージで描かれている）。
- イェルーザレムの自殺が、ゲーテがヴェッツラーにいた時期に起きたことになっている（史実ではゲーテがロッテとの恋に破れてヴェッツラーを去り、フランクフルトにいたときの事件）。
- イェルーザレムの死後、ゲーテとケストナーが決闘することになり、そのためにゲーテが逮捕され、収監中に『若きウェルテルの悩み』を書き上げ、その原稿を受け取ったロッテが出版社に持ち込んで出版に至ったという架空のエピソードが追加されている。

## キャスト
ヨハン・ゲーテ
演 - アレクサンダー・フェーリング、声 - 川島得愛
作家志望の青年。裁判所で実習生として働く。
シャルロッテ・ブッフ
演 - ミリアム・シュタイン、声 - 園崎未恵
ゲーテがヴェッツラーで出会った女性。
アルベルト・ケストナー
演 - モーリッツ・ブライプトロイ、声 - 村治学
ゲーテの上司。参事官。
モデルはヨハン・クリスチャン・ケストナー。
ヴィルヘルム・イェルーザレム
演 - フォルカー・ブルッフ、声 - 岩崎正寛
ゲーテの同僚で親友。人妻に恋をする。
シャルロッテの父
演 - ブルクハルト・クラウスナー、声 - 町田政則
家計のためにロッテをケストナーと結婚させようとする。
ゲーテの父
演 - ヘンリー・ヒュプヒェン
息子を法律家にさせたがっている。

## 批評
批評家の多くは、偉大な詩人ゲーテをポップスター、あるいは人気作家として描いたこの映画を高く評価し、「疾風怒濤」型ヒーローの恋に落ちた姿を賞賛した。
一方、『南ドイツ新聞』は、ストーリーに歴史的事実と一致していない箇所があるにもかかわらず、この映画が「ゲーテ」と名乗っていることに疑義を呈した。しかしこの脚本は、失恋というこの大詩人の一種の汚点を、巧みにフィクションとして脚色してもいる。
この映画の中のゲーテは、ドイツの詩人のイメージからかけはなれ、非常に男性らしくセクシーであったために、「カメラも酔いしれた」ほどだったという。この映画は、機知に富んだ対話と巧みなモンタージュによって、テンポのよい魅力あふれる映画になっている。また、絵のように美しい映像がこの映画の一番の魅力であり、衣装やセットも愛を込めて作られている。この映画は、18世紀の様子をリアルに描写しているため、その中に描写されるある種の不衛生さが、一部では称賛されたものの、反対にそのような画面の汚さに批判的な意見もあった。
主役のアレクサンダー・フェーリングは、若々しい高揚と絶望的な死への憧れを苦もなく演じ分け、また、ゲーテ風の詩を感動的に詠じた。ケストナー役を演じたモーリッツ・ブライプトロイは、あるときは性的魅力を欠く官吏を、またあるときは不信感を掻き立てる「宿命的な悪役」を巧みに表現し、称賛された。ロッテ役のミリアム・シュタインはハンサムな女性を新鮮に、そしてパワフルに演じた。
Rotten Tomatoesによれば、34件の評論のうち高評価は65%にあたる22件で、平均点は10点満点中6.20点となっている。